# Pgrep
pgrep ist ein Kommandozeilenprogramm, das ursprünglich für das Solaris 7 Betriebssystem entwickelt wurde. Seither wurde jedoch auch eine Version für GNU/Linux und OpenBSD geschrieben. Das Programm sucht nach allen benannten Prozessen, die als Reguläre Ausdrücke angegeben werden können, und gibt standardmäßig ihre Prozess-ID zurück. Zu den Alternativen gehören pidof, das ursprünglich für Linux entwickelt wurde, und ps.
pgrep an sich ist als vereinfachte Schreibweise einer komplexeren Verkettung von Programmaufrufen, um die Eingabe zu vereinfachen. Es wurde aber auch um eigene Funktionalität erweitert, um komplexere Abfragen für Prozesse ausführen zu können.

## Beispiele
Grundfunktionalität
- Mit folgendem Aufruf wird die ID eines Prozesses ausgegeben:

pgrep prozessname
- Dies ist weitgehend gleichbedeutend mit folgendem Aufruf:

ps ax | grep prozessname | grep -v grep | awk '{print $1}'
Erweiterte Funktionalität
- Alle Prozesse (mit Name und ID) anzeigen, die zur Gruppe other gehören:

pgrep -l -G other
- Alle Prozesse anzeigen, die nicht zum Benutzer root gehören:

pgrep -v -u root